# クラウドサット
クラウドサット (CloudSat) は、2006年4月28日にデルタIIで打ち上げられたアメリカ航空宇宙局の地球観測衛星である。

## 概要

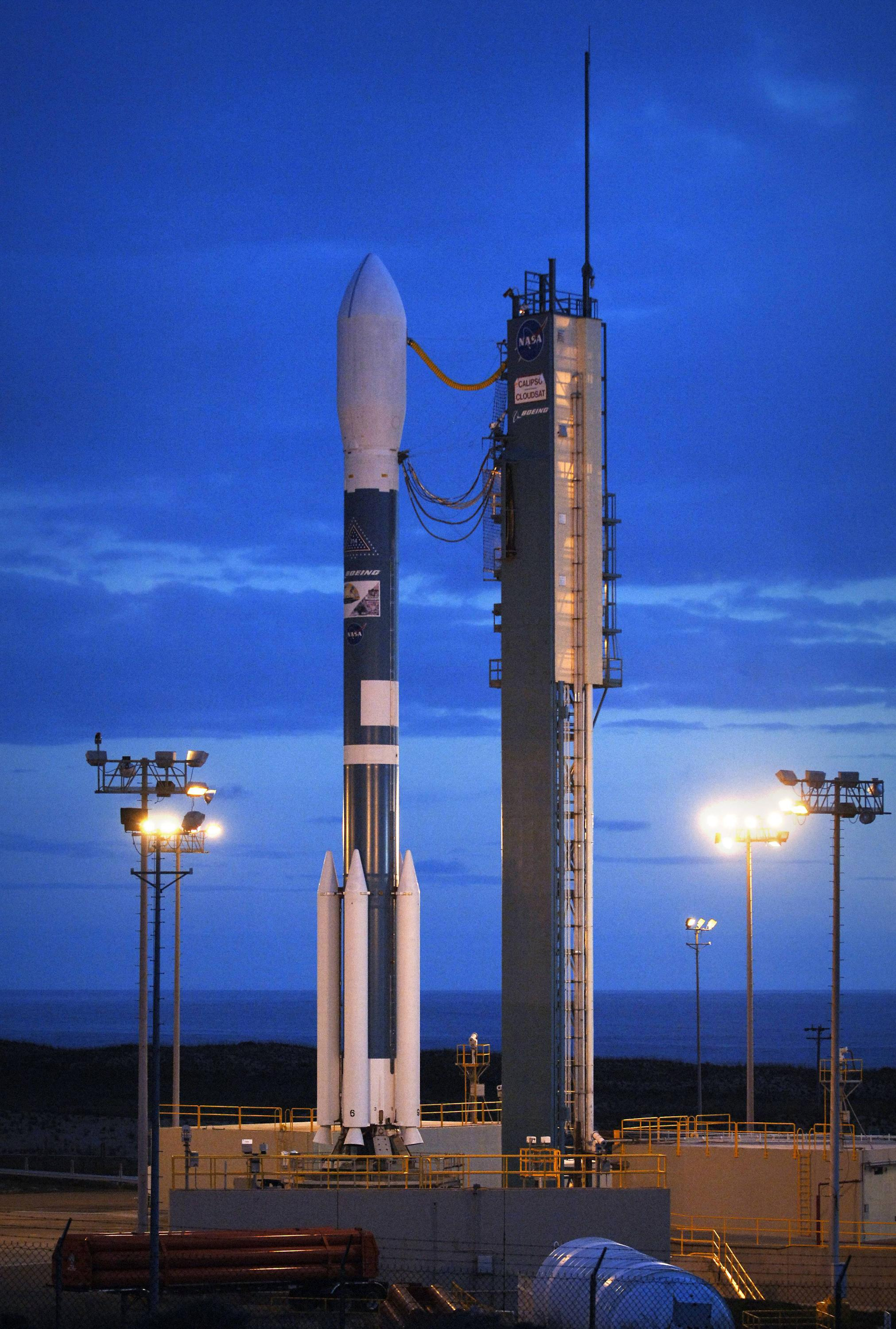
ヴァンデンバーグ空軍基地SLC-2Wで打上げを待つクラウドサットとCALIPSOを運ぶデルタIIロケット

レーダーを用いて雲の高度や特性を測定し、地球温暖化問題の解決の一助とするために雲と気孔の間の関係を探ることを目的とする。クラウドサットは、他のいくつかの人工衛星（Aqua、CALIPSO、オーラ、フランスのPARASOL）とともに衛星コンステレーションA-trainを構成する。
このミッションは、1999年のNASAのEarth System Science Pathfinder programで選ばれた。コロラド州ボールダーのボール・エアロスペースが宇宙船の設計と製造を担当した。
クラウドサットのメインの機器は、雲の後方散乱を利用して距離を測る94GHzの天頂レーダーCloud Profiling Radar (CPR)である。レーダーは、カリフォルニア州パサデナにあるNASAのジェット推進研究所で開発された。ハードウェアはカナダ宇宙庁から提供された。CPRの全体の設計はシンプルで良く考えられており、地上や航空機に設けられた多くの雲レーダーのノウハウを受け継いでいる。パラメータやシステム構成は、1998年にNASAのDC-8に載せられたAirborne Cloud Radarを基にしている。
CPRは、ジェット推進研究所におけるレーダーに関する専門性や経験を十分に活かしている。ジェット推進研究所が開発したレーダーには、シーサットSAR、SIR-A、SIR-B、SIR-CやShuttle Radar Topography Mission、カッシーニのレーダー、NSCAT、QuikSCAT、シーウイング等がある。
クラウドサットの主ミッションは季節1周以上が観測できるように22か月が予定されていたが、レーダーの寿命のデータから、NASAは99%の確率で3年以上は運用できると期待している。
クラウドサットジェット推進研究所によって運用し、コロラド州立大学が科学データの解析等を行っている。プロジェクトの総予算は約2億ドルである。